# تيتسورو أودا
تيتسورو أودا (باليابانية: 織田哲郎؛ بالكانا: おだ てつろう) هو مغن مؤلف ومنتج أسطوانات وملحن ومغني ياباني، ولد في 11 مارس 1958 في طوكيو في اليابان.

## وصلات خارجية
- الموقع الرسمي
- تيتسورو أودا على موقع IMDb (الإنجليزية)
- تيتسورو أودا على موقع ميوزك برينز (الإنجليزية)
- تيتسورو أودا على موقع أول ميوزيك (الإنجليزية)
- تيتسورو أودا على موقع ديسكوغز (الإنجليزية)
- تيتسورو أودا على موقع ANN person (الإنجليزية)